# Schrankia aegrota
Schrankia aegrota là một loài bướm đêm trong họ Erebidae.